# Восточный динодон
Восточный динодон (лат. Lycodon orientalis) — вид змей семейства ужеобразных.

## Внешний вид
Общая длина тела до 1 м. Голова немного приплюснута, есть заметный шейный перехват между нею и туловищем. Зрачки вертикально-эллиптические.
Окрас верхней стороны тела от светло-коричневато-серого до красновато-бурого, с крупными поперечными неправильными коричневато-чёрными пятнами. Вдоль боков проходит ряд мелких пятен. Голова сверху черноватая, без пятен, верхнегубные щитки светлые. Брюхо светлое, с тёмными крапинками посередине каждого брюшного щитка.

## Распространение и места обитания
Обитает в Японии (от острова Хоккайдо на юг до острова Рюкю включительно). В России был обнаружен единственный экземпляр на острове Шикотан, но впоследствии эта находка не подтверждалась.

## Образ жизни
В Японии держится в зарослях деревьев и кустарников по берегам водоёмов. Кормится в сумерках мелкими позвоночными, в том числе рыбами и птенцами. Яйцекладущий вид.

## Охрана
Международный союз охраны природы отнёс восточного динодона к категории «Видов, вызывающих наименьшие опасения» в связи с его широким распространением и отсутствием известных угроз его численности.
Восточный динодон был занесён в Красную книгу России (2001) как вид, сведений о состоянии которого в природе нет (категория 0), но в 2020 году его исключили из неё. Охраняется в Южнокурильском федеральном заказнике.